# Matteo Carcassi
Matteo Carcassi (8 de abril de 1796 — 16 de enero de 1853) fue un compositor italiano, uno de los mejores compositores románticos para guitarra de la época, junto con Ferdinando Carulli, con quien compartía gran fama, con composiciones que actualmente son material de estudio imprescindible para cualquier estudiante de guitarra clásica.

## Biografía
Carcassi nació en Florencia, Italia. Empezó estudiando piano pero después cambió a la guitarra. Inició su carrera de concertista a los 18 años, rápidamente fue considerado como un virtuoso del instrumento. Realizó conciertos en Alemania, Inglaterra y otros países europeos, además de su país.
Como característico fue uno de los que apoyaron el utilizar las yemas al tocar, en vez de usar las uñas. Esto da como resultado una sonoridad y color diferente, más acorde con las piezas que se tocaban (actualmente sigue vigente). También era muy característico por tener una postura diferente a la hora de tocar.
En 1840 se trasladó a París donde trabajó como profesor de piano, guitarra y composición, dejando de lado su carrera de concertista.
Falleció el 16 de enero de 1853, a los 61 años de edad.
Las Fantasías eran sus mejores composiciones (las fantasías derivaban de Óperas de la época).

## Obra
Escribió alrededor de 80 piezas para guitarra publicadas mayoritariamente en Meissonnier.

### Manuscritos
- Variations sur la romance les Laveuses du Couvent, [BNF Ms 4595 ].

### Obras para guitarra
- Op. 1, 3 Sonatines.
- Op. 2, 3 Rondos.
- Op. 3, 12 Petites pièces.
- Op. 4, 6 Valses, [BNF Vm 12 g 15 570 ].
- Op. 5, Recueil Le nouveau Papillon, choix d'airs fáciles, [BNF Vm 9 3335 ].
- Op. 6, Introduction, variations et finale sur un duo favori (thème de Martini), [BNF Vm 9 3334 ].
- Op. 7, Au Clair de la Lune, varié, [BNF Vm 9 3333 ; Vm 9 3333A ].
- Op. 8, Recueil Etrennes aux amateurs, 6 contredanses, 6 valses et 3 Airs variés.
- Op. 9, 3 Airs italiens, variés, [BNF Vm 9 3332 ; Vm 9 3332A ].
- Op. 10, Amusements, 12 morceaux fáciles, [BNF Vm 9 3332bis ].
- Op. 11, Recueil de 10 petites pièces.
- Op. 12, 3 Thêmes variés.
- Op. 13, 4 Pots-pourris sur des airs de Rossini.
- Op. 14, Mélange de 20 morceaux fáciles.
- Op. 15, Tra la la, air varié.
- Op. 16, 6 Divertissements.
- Op. 17, Variations sur Le Songe de Rousseau.
- Op. 18, 6 Airs variés.
- Op. 19, Fantaisie sur des airs de Robin des Bois.
- Op. 20, Air suisse, varié.
- Op. 21, Recueil Les Récréations des commençants, 24 petites pièces.
- Op. 22, Air écossais de La Dame blanche, arrangé..
- Op. 23, 12 Valses.
- Op. 24, Air des Mystères d'Isis, varié.
- Op. 25, 8 Divertissements.
- Op. 26, 6 Caprices.
- Op. 28, 2 Airs de ballet de l'opéra Moïse (Rossini), arrangés pour piano et guitare.
- Op. 33, Fantaisie sur La Muette de Portici.
- Op. 34, Fantaisie sur Le Comte Ory.
- Op. 35, Fantaisie sur La Fiancée.
- Op. 36, Fantaisie sur Guillaume Tell.
- Op. 37, Fantaisie sur Fra Diavolo.
- Op. 38, Fantaisie sur Le Dieu et la Bayadère.
- Op. 40, Fantaisie sur Zampa.
- Op. 41, Rondoletto sur l'air Clic clac.
- Op. 43, Mélange sur des motifs de Zampa (ópera de Ferdinand Hérold), pour piano et guitare.
- Op. 44, 3 Airs suisses variés.
- Op. 45, Fantaisie sur des motifs du Serment (Auber).
- Op. 48, Fantaisie sur des motifs de Der Zweikampf (Ferdinand Hérold).
- Op. 49, Fantaisie sur des motifs de Gustave (Auber).
- Op. 52, Valse favorite du Duc de Reichstadt, variée pour guitare.
- Op. 54, Récréations musicales, (4 pièces), Paris, 1834 [BNF Vm 9 3336 ; K. 7150(1-4) ].
- Op. 55, Valses brillantes à l'espagnole, Meissonier, Paris, 1835 [BNF Vm 12 g 15 571 ; K. 7151 ].
- Op. 56, Adieu à la Suisse, air varié, Meissonier, Paris, 1835 [BNF Vm 9 3331 ; K. 7152 ].
- Op. 57, Fantaisie sur des motifs du Cheval de bronze (Auber).
- Op. 59, Méthode, en 3 parties.
- Op. 60, 25 Etudes (suite de la méthode).
- Op. 62, Mélange sur Sarah (Grisar).
- Op. 64, Fantaisie sur des motifs du Postillon de Longjumeau (Adam).
- Op. 67, Mosaïque sur des motifs du Domino noir.
- Op. 70, Mélange sur des motifs de Zanetta.
- Op. 71, Fantaisie sur des motifs des Diamants de la Couronne.
- Op. 73, Fantaisie sur des motifs de La Part du Diable.
- Op. 74, Mélange sur des thèmes de La Sirène (Auber).